# 3 Molinos Resort
3 Molinos Resort war eine spanische Radsportmannschaft.
Die Mannschaft wurde 2006 gegründet und nahm an den UCI Continental Circuits als Continental Team teil. Die bekanntesten Fahrer waren Santos González, Jan Hruška, Antonio Tauler, Rafael Casero und Mikel Artetxe. Sie kamen alle von UCI ProTeams. Die Mannschaft stammte aus der Region Murcia, wo sie 2006 ihre Heimatrundfahrt gewinnen konnten. Am Ende der Saison 2006 hat sich die Mannschaft aufgelöst.

## Saison 2006

### Erfolge in der Europe Tour
Während der UCI Europe Tour 2006 konnte die Mannschaft folgende Erfolge erringen:
| Datum      | Rennen                           | Fahrer          |
| ---------- | -------------------------------- | --------------- |
| 1.–5. März | Gesamtwertung Murcia-Rundfahrt   | Santos González |
| 6.–7. Mai  | Gesamtwertung Clásica Alcobendas | Jan Hruška      |

## Mannschaftskader 2006
| Name                       | Geburtstag         | Nationalität | Team 2007               |
| Mikel Artetxe              | 24. September 1976 | Spanien      | Fuerteventura-Canarias  |
| José Antonio Baños         | 18. März 1986      | Spanien      | Grupo Nicolas Mateos    |
| Alberto Benito             | 3. März 1975       | Spanien      | Unbekannt               |
| Maio José Box              | 28. August 1978    | Spanien      | Unbekannt               |
| Jesús Buendía              | 28. Dezember 1982  | Spanien      | Barbot-Halcon           |
| José Javier Cano           | 6. September 1985  | Spanien      | Unbekannt               |
| Rafael Casero              | 9. Oktober 1976    | Spanien      | Unbekannt               |
| Pedro Luis Castillo        | 15. Februar 1982   | Spanien      | Unbekannt               |
| Isidro Cerrato             | 6. März 1981       | Spanien      | Unbekannt               |
| Jesús del Nero             | 16. März 1982      | Spanien      | Saunier Duval-Prodir    |
| Sergio Domínguez           | 2. August 1979     | Spanien      | Unbekannt               |
| Jorge Ferrío               | 24. August 1976    | Spanien      | Andalucía-Cajasur       |
| Julio García Bravo         | 3. November 1979   | Spanien      | Unbekannt               |
| Santos González            | 17. Dezember 1973  | Spanien      | Karpin-Galicia          |
| Jan Hruška                 | 4. Februar 1975    | Tschechien   | Relax-Gam               |
| Rubén Lorca                | 20. April 1984     | Spanien      | Unbekannt               |
| Pedro Martínez Romera      | 13. Februar 1981   | Spanien      | Unbekannt               |
| Francisco Tomás Pellicer   | 19. Juli 1981      | Spanien      | Unbekannt               |
| Jordi Riera                | 9. April 1978      | Spanien      | Unbekannt               |
| Alexis Rodríguez Hernández | 27. April 1977     | Spanien      | Paredes Rota dos Moveis |
| Antonio Tauler             | 11. April 1974     | Spanien      | Unbekannt               |
| Eloy Teruel                | 20. November 1982  | Spanien      | Grupo Nicolas Mateos    |